# (366689) Rohrbaugh
(366689) Rohrbaugh est un astéroïde de la ceinture principale.

## Description
(366689) Rohrbaugh est un astéroïde de la ceinture principale. Il fut découvert le 27 septembre 2003 à Kitt Peak par le projet Spacewatch. Il présente une orbite caractérisée par un demi-grand axe de 2,30 UA, une excentricité de 0,13 et une inclinaison de 3,4° par rapport à l'écliptique.